# Morée (rivière)
Pour les articles homonymes, voir Morée.
La Morée est une petite rivière française née de ruissellements sur les derniers contreforts du massif de l'Aulnoye à Vaujours, en Île-de-France.

## Historique
Depuis le marais du Souci à Sevran, la Morée entrait sur les terres de M. Nicolaï. Elle se dirigeait ensuite, vers le Parc des Sœurs où elle permettait d'alimenter un ancien vivier, puis au sud, près de l'église Saint-Martin, pour rejoindre le marais de Rougemont, qu'elle longeait. Ce parcours était toujours à Sevran.
La rivière continuait au nord de la ligne de chemin de fer Paris-Soissons, et elle se poursuivait jusqu'au Croult en traversant Aulnay-sous-Bois. Elle passait sous le pont Iblon (ou Yblon).
Elle fut ensuite recouverte au XXe siècle. Actuellement, elle sert d'égout départemental,.

## Communes traversées
- Sevran
- Aulnay-sous-Bois
- Le Blanc-Mesnil
- Dugny
- Bonneuil-en-France